# Khentkaous II
Pour les articles homonymes, voir Khentkaous.
La reine Khentkaous II (-2475 / -2445) est la femme du pharaon Néferirkarê Kakaï de la Ve dynastie. Elle est la mère de Néferefrê et de Niouserrê.

## Titulature
Comme Khentkaous Ire, sa titulature, « mw.t nsw-bi.tj nsw-bi.tj », donne lieu à deux interprétations : « Mère de deux rois de Haute et Basse-Égypte » ou « Mère du roi de Haute et Basse-Égypte et roi de Haute et Basse-Égypte ». De ce fait, elle fut assimilée à son ancêtre, mais les études récentes menées par l'équipe tchèque qui fouille le site d'Abousir, nécropole royale de la Ve dynastie, permettent clairement d'écarter cette hypothèse et donnent plus de sens à l'interprétation de cette titulature. Étant la mère de deux pharaons, c'est donc la première interprétation qui serait à retenir.
Aujourd'hui, on peut donc restituer la véritable place de cette reine qui, épouse d'un pharaon mort prématurément, assura la régence pendant la minorité de ses deux fils qui se succédèrent sur le trône de leur père. Elle devint de ce fait une personnalité révérée et à laquelle un culte fut rendu, homonyme de l'ancêtre dynastique Khentkaous Ire dont elle pourrait être une descendante.

## Sépulture

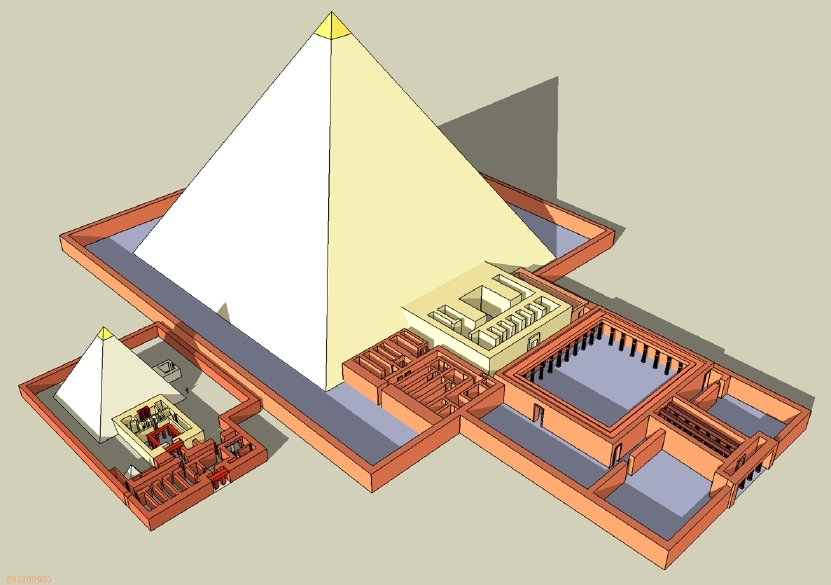
Restitution en élévation des pyramides royales de Néferirkarê Kakaï et de Khentkaous II à Abousir

Ces fouilles ont ainsi révélé qu'elle se fit édifier un complexe pyramidal complet à Abousir, non loin des complexes funéraires de son époux et de son premier fils Néferefrê, comprenant une pyramide, un temple funéraire et une pyramide satellite.
Parmi les découvertes faites dans son complexe funéraire, il faut mentionner celle d'une partie des archives sur papyrus du temple qui démontrent que le culte de la reine fut actif pendant trois siècles au moins.